# Мынколь
Мынколь (каз. Мыңкөл) — село в Железинском районе Павлодарской области Казахстана. Входит в состав Михайловского сельского округа. Код КАТО — 554253400.

## Население
В 1999 году население села составляло 582 человека (285 мужчин и 297 женщин). По данным переписи 2009 года, в селе проживало 418 человек (213 мужчин и 205 женщин).